# Radio Francia Internacional
Radio Francia Internacional (RFI, francés: Radio France Internationale) es una emisora internacional propiedad de France Médias Monde, empresa estatal francesa. Su sede se encuentra en París. RFI produce programas en trece idiomas: árabe, camboyano, chino, español, francés, hausa, inglés, suajili, persa, portugués, rumano, ruso y vietnamita. Con 59,5 millones de oyentes en 2022, es una de las estaciones de radio internacionales más escuchadas del mundo, junto con Deutsche Welle, Servicio Mundial de la BBC, Voz de América y Radio Internacional de China.
RFI emite las veinticuatro horas del día en todo el mundo en francés y en otros dieciséis idiomas en FM, onda corta, onda media, satélite y en su sitio web. La mayoría de las transmisiones de onda corta se realizan en francés y hausa, pero también incluyen algunas horas en suajili, portugués, mandinga y ruso. RFI transmite a más de ciento cincuenta países en cinco continentes. África es la mayor parte de los oyentes de radio, representando el 60 % de la audiencia total en 2010. En la región de París, RFI cuenta con entre 150 000 y 200 000 oyentes. Sus plataformas digitales atraen un promedio de 24,6 millones de visitas al mes (promedio de 2022), mientras que 31,1 millones de seguidores permanecen conectados a través de Facebook, Twitter, Instagram y YouTube.
En 2020, la audiencia fue de 58,1 millones de oyentes (hasta 11,6 millones respecto a 2019, +25 %), desglosándose en 29,8 millones en el África francófona, 11 millones en el África no francesa y 2 millones en la región del Magreb, 1,3 millones en Europa, 13 millones en América y 1 millón en Asia.

## Historia

### Antecedentes
El 6 de mayo de 1931 salió al aire Poste Colonial, una emisora de onda corta dirigida a las posesiones francesas en el África, América y Oriente Medio. Poste Colonial comenzó a transmitir en español e inglés en 1932. En 1935 las emisiones se ampliaron al árabe, italiano, portugués y alemán. En 1937 al japonés, ruso, griego, rumano, serbocroata y lenguas escandinavas. 
En 1938, Poste Colonial es reemplazada por Radio Paris-Mondial, la cual duró hasta el 17 de junio de 1940 cuando fue clausurada al caer París ante los alemanes. Cinco años después retoma sus transmisiones con el nombre de RTF Radio Paris. En 1965, RTF Radio Paris es sustituida por ORTF Radio Paris.

### Nacimiento de RFI
ORTF Radio Paris cambia a su nombre a «Radio France Internationale» en 1975. En sus comienzos, RFI formó parte del grupo Radio France antes de convertirse en filial, en otoño de 1983 y después en sociedad independiente en 1987. En 1991 se emitió por primera vez en señal FM para París y alrededores. 
En 1996 se creó su sitio web en francés y en 1998 su par en español.

## Vías de difusión
RFI difunde su señal a través de satélites, su sitio web en Internet (streaming y pódcasts) y aplicaciones para teléfonos móviles. La señal está disponible en varias empresas de televisión por suscripción. En algunos países, RFI tiene acuerdos con emisoras FM para la retransmisión de sus programas. 
RFI posee dos estaciones filiales propias:
- RFI Romania: emite desde Bucarest, Rumanía, en FM.
- Radio Monte Carlo Doualiya: una emisora ubicada en París con programas en árabe.

Se emplea la onda corta en: 
- Oriente y occidente de África (francés)
- Centro de África (francés, hausa, suajili y portugués)
- China y península coreana (chino, francés)
- Sudeste de Asia (francés y vietnamita)
- Oriente medio (persa)
- Europa oriental (ruso)
- Norteamérica (inglés y español)
- Centroamérica (español)
- Suramérica (español y portugués)

El servicio en español abandonó la onda corta en 2012.